# 中村量一
中村 量一（なかむら りょういち、1947年（昭和22年）1月25日 - ）は、日本の教育者。元学校法人中村学園理事長。日本会議福岡副会長。

## 略歴
福岡県福岡市出身。中村学園創立者中村ハルの孫、中村学園理事長を務めた中村久雄の長男として福岡市に生まれる。福岡県立修猷館高等学校を経て、慶應義塾大学経済学部を卒業。1970年（昭和45年）福岡相互銀行（現・西日本シティ銀行）入行。1980年（昭和55年）4月学校法人中村学園理事、1993年（平成5年）9月理事長に就任した。2008年（平成20年）11月、祖母中村ハル、父中村久雄と3代続きの藍綬褒章を受章。2018年（平成30年）旭日中綬章を受章した。また、福岡青年会議所では第35代理事長などを務めた。2022年、中村学園理事長を長男の中村紘右に委ね退任した。